# Skalne poslikave v Val Camonici
Skalne poslikave v Val Camonici so dolini Val Camoca, v pokrajini Brescia v Italiji in predstavljajo največjo zbirko prazgodovinskih petroglifov na svetu. Zbirko je UNESCO priznal leta 1979 in je bila prva italijanska priznana svetovna dediščina. UNESCO je uradno priznal več kot 140.000 figur in simbolov, vendar so nova odkritja povečala število katalogiziranih vrezov na med 200.000 in 300.000. Petroglifi so razširjeni po vseh površinah doline, vendar so koncentrirani na območjih Darfo Boario Terme, Capo di Ponte, Nadro, Cimbergo in Paspardo.

## Značilnosti
Velika večina petroglifov je ustvarjenih na subglacialno oblikovani kamniti podlagi in ledeniških neenakomernih površinah, odkritih pri zadnjem umiku ledenika, ki je ustvaril dolino, in se je umaknil pred približno 15.000 leti.
Veliko vrezov je bilo narejenih v časovnem obdobju osem tisoč let pred železno dobo (1. tisočletje pr. n. št.), medtem ko so petroglifi zadnjega obdobja pripisani ljudstvu Camuni, ki ga omenjajo latinski viri. Tradicija petroglifov se ne konča nenadoma. Ugotovljene so bile gravure (čeprav v zelo majhnem številu; ni primerljivo z veliko prazgodovinsko dejavnostjo) iz rimskega obdobja, srednjega veka in so morda celo sodobne, do 19. stoletja. Večina je narejenih s tehniko »martellina«, manj pa z grafiti.
Številke so včasih preprosto naložene brez očitnega reda. Zdi se, da imajo druge med seboj logičen odnos; na primer slika verskega obreda ali prizora lova ali boja. Ta pristop pojasnjuje shemo slik, od katerih je vsaka ideogram, ki ni pravi predmet, ampak njegova »ideja«. Njihova funkcija se nanaša na slavnostne obrede: komemorativne, iniciacijske in pomiritvene; najprej na verskem področju, nato pa tudi na posvetnem, ki so se odvijale ob posebnih priložnostih, enkratnih ali ponavljajočih se. Med najbolj znanimi simboli, ki jih najdemo v Valcamonici, je tako imenovana Rosa camuna (camunska vrtnica), ki je bila sprejeta kot uradni simbol regije Lombardija.

## Zgodovinski cikel: teme in periodizacija
V 1960-ih je arheolog Emmanuel Anati, med prvimi, ki je to območje načrtno proučeval, sestavil kronologijo skalnih vrezov. Primerjal je slog in vrste simbolov, da bi ugotovil možne korelacije s tradicionalno zgodovinsko periodizacijo, od prazgodovine do srednjega veka.
Glede na rezultate Anatijeve raziskave je Val Camonica razdeljena na proto-camunsko, camunsko I, II, III, IV in post-camunsko (rimsko, srednjeveško in novejše) obdobje.
| Proto-camunsko obdobje | končni paleolitik, epipaleolitik in protoneolitik |
| Camunsko I             | Neolitik                                          |
| Camunsko II            | Neolitik                                          |
| Camunsko III           | bakrena doba, zgodnja in srednja bronasta doba    |
| Camunsko IV            | pozna in zadnja bronasta doba, železna doba       |

### Epipaleolitik
Najzgodnejši kamniti vrezi segajo v epipaleolitik (ali mezolitik, proto-camunij, 8.–6. tisočletje pr. n. št.), nekaj tisočletij po umiku ledenika, ki je prekril Val Camonico (würmska poledenitev). Te rezbarije so bile delo mimoidočih nomadskih lovcev, ki so sledili selitvam svojega plena. Predstavljene figure dejansko prikazujejo velike živali, kot so jeleni in losi, ki so tipični plen tistega časa. Risbe opisujejo tudi živali, ranjene s sulicami. Ta vrsta skalne umetnosti je lahko značilna za lovce in nabiralce in povezana z industrijo rezil in mikrolitov. Podobne upodobitve so prisotne v rezbarijah v mestnem parku Luine (občina Darfo Boario Terme).

### Neolitik
V obdobju neolitika (5. do 1. stoletje 4. tisočletja pr. n. št. približno - 5500-3300 pr. n. št.) so se v Val Camonici razširile kmetijske prakse, kar je povezano z oblikovanjem prvih stalnih naselbin. Na področju skalne umetnosti so človeške figure in sklopi geometrijskih elementov, kot so pravokotniki, krogi in pike, glavni elementi kompozicij in dopolnjujejo simbolni pomen antropomorfnih petroglifov. Podobne rezbarije so prisotne v regionalnem rezervatu skalnih gravur v Cetu, Cimbergu in Paspardu. Datiranje v neolitik shematičnih antropomorfnih figur, tako imenovanih oranti (molitvenih figur), je vprašljivo, saj jih nekateri učenjaki dajejo v bronasto dobo. Po tej razlagi je edini sklop figur, ki se nanaša na neolitik ali na fazo neolitika-prve bakrene dobe (4. mil. pr. n. št.), sestavljen iz geometrijskih vzorcev, ki se razlagajo kot topografski prikaz obdelane in orane zemlje.
V tem obdobju se srečujejo udomačene živali, kot so psi, koze in biki.
Do konca obdobja Camunsko II so predmeti čaščenja postali širši. Predvsem psa, prvo udomačeno žival, so začeli častiti.

### Bakrena doba
Med bakreno dobo (3. tisočletje pr. n. št. približno-3300-2500 pr. n. št.) so se pojavili novi simboli, ki dokumentirajo nastanek kolesa, voza in prvih oblik metalurgije. V tem obdobju se je začela razvijati alpska skalna umetnost. Skale so bile obarvane z nebeškimi simboli, živalmi, orožjem, upodobitvami oranja, verigami človeških bitij in drugimi znamenji. Čeprav so bile antropomorfne figure sprva primitivne, so bile kasneje te podobe še bolj intenzivne in bolj zapletene, saj so poleg preprostih figur dodali orožja, astralne diske in pravokotnike, ki simbolizirajo svet. Ti spomeniki, ohranjeni predvsem v arheološkem parku National Massi Cemmo in Asinino-Anvòia (Ossimo), kažejo na ritualno funkcijo, povezano s čaščenjem prednikov.

### Bronasta doba
V bronasti dobi (približno 2. tisočletje pr. n. št.) so gravure na skalnih izdankih prevzele vprašanje orožja, kar odraža večji poudarek, ki so ga dajali bojevniki v camunski družbi tistega časa. Nadaljnji poudarek je bil dan geometrijskim oblikam (krogi in različice), v nadaljevanju z gravurami iz prejšnjih obdobij.

### Železna doba
Gravure iz železne dobe (1. tisočletje pr. n. št.) se pripisujejo ljudstvu Camunni in predstavljajo približno 70-80 % vseh figur popisa. Ta dela kažejo svoje ideale junaške moškosti in superiornosti. Prevladujoče teme vključujejo upodobitve dvobojev in človeških figur, tudi velikih, ki se bahajo s svojim orožjem, mišicami in genitalijami. Tu so tudi figure labirintov, odtisov stopal, prizorov lova in drugih simbolov. Prisotni so tudi topografski vzorci, predvsem v osrednjem delu železne dobe (6.–4. stoletje pr. n. št.), kot na slavnem zemljevidu Bedolina, ki ga je najprej proučeval Miguel Beltrán Llorís , v zadnjem času pa Cristina Turconi  za Milansko univerzo, ena najbolj znanih graviranih površin v Val Camonici.

### Rimsko obdobje
Med rimsko prevlado v Val Camonici (~100 pr. n. št. - ~ 500 n. š.) se je aktivnost petroglifov močno zmanjšala in prešla v fazo latence.

### Srednji vek
Srednji vek v Val Camonici je zaznamoval ponoven vrez v skalo, začenši s prvo fazo srednjega veka. Številni napisi v tem obdobju so krščanski simboli, kot so križi in ključi, ki so bili združeni in prekrivani s tistimi, ki veljajo za poganske simbole v ozadju, v poskusu sakralizacije teh krajev.

## Odkritje in vrednotenje
Prvo dokumentirano poročilo o vgraviranih kamnih sega v leto 1909, ko je Walther Laeng Nacionalnemu odboru za varstvo spomenikov pokazal na dva balvana, okrašena okoli Cemma (Capo di Ponte). Šele v 1920-ih pa so kamni vzbudili zanimanje znanstvenikov, vključno z Giuseppejem Bonafinijem, geologom Senofontejem Squinabolom in od leta 1929 torinskim antropologom Giovannijem Marrom in florentinskim arheologom Paolom Graziosijem. Kmalu so na okoliških skalah odkrili  številne gravure. Raziskave je izvedel ne le Marro, pa tudi Raffaele Battaglia kot nadzornik starin v Padovi.
V 1930-ih je bil sloves rezbarij bolj poznan v Italiji in tujini, tako da sta med letoma 1935 in 1937 Nemca Franz Altheim in Erika Trautmann izvedla obsežno kampanjo študij. Altheim je začel brati nacistične ideologije v gravurah, ki jih je Marro kmalu posnemal v fašističnem delu in jih identificiral kot dokaz domnevne arijske rase prednikov.
Kartiranje in katalogiziranje se je nadaljevalo po drugi svetovni vojni, vodil ga je Laeng, izvedli pa so ga znanstveniki nastajajočega Muzeja naravoslovja iz Brescie, ki so ga sestavljali nacionalni in mednarodni strokovnjaki. Leta 1955, ko je Arheološki nadzornik Lombardije ustanovil Parco nazionale delle incisioni rupestri di Naquane, se je začelo delo za ohranitev kamnin in napisov na njih. Raziskovanja Emmanuela Anatija so se začela leta 1956 in odkrila nove petroglife. Sistematičnost teh študij mu je omogočila, da je leta 1960 objavil prvi zvezek splošnega povzetka o La civilisation du Val Camonica. Leta 1964 je Anati ustanovil Centro Camuno di Studi Preistorici (Camunski center za prazgodovinske študije). Prvi Valcamonica Symposium je potekal leta 1968; prva v dolgem nizu konferenc, ki so v Valcamonici zbrale številne strokovnjake za umetnost in prazgodovinsko življenje.
Po tem, ko ga je Unesco uvrstil na seznam svetovne dediščine številka 94, so nadaljnje raziskave dodatno razširile zabeležene kamnine dediščine.

## Parki skalne umetnosti
| N° | Ime                                                              | Občina                         | Koordinate                                    | Petroglifi |
| -- | ---------------------------------------------------------------- | ------------------------------ | --------------------------------------------- | ---------- |
| 1. | Parco nazionale delle incisioni rupestri di Naquane              | Capo di Ponte                  | 46°01′32″N 10°20′57″E / 46.02556°N 10.34917°E |            |
| 2. | Parco archeologico nazionale dei Massi di Cemmo                  | Capo di Ponte                  | 46°01′52″N 10°20′20″E / 46.03111°N 10.33889°E |            |
| 3. | Parco archeologico comunale di Seradina-Bedolina                 | Capo di Ponte                  | 46°02′00″N 10°20′29″E / 46.03333°N 10.34139°E |            |
| 4. | Parco archeologico di Asinino-Anvòia                             | Ossimo                         | 45°57′19″N 10°14′47″E / 45.95528°N 10.24639°E |            |
| 5. | Parco comunale delle incisioni rupestri di Luine                 | Darfo Boario Terme             | 45°53′20″N 10°10′46″E / 45.88889°N 10.17944°E |            |
| 6. | Parco comunale archeologico e minerario di Sellero               | Sellero                        | 46°03′26″N 10°20′29″E / 46.05722°N 10.34139°E |            |
| 7. | Parco archeologico comunale di Sonico                            | Sonico                         | 46°10′7″N 10°21′20″E / 46.16861°N 10.35556°E  |            |
| 8. | Riserva naturale Incisioni rupestri di Ceto, Cimbergo e Paspardo | Ceto (Nadro) Cimbergo Paspardo | 46°01′6″N 10°21′10″E / 46.01833°N 10.35278°E  |            |